# 滝ノ上信号場
滝ノ上信号場（たきのうえしんごうじょう）は、北海道夕張市滝ノ上に所在する北海道旅客鉄道（JR北海道）石勝線の信号場である。電報略号はウヘ。事務管理コードは▲132102。旅客営業時代の駅番号はK18。

## 歴史

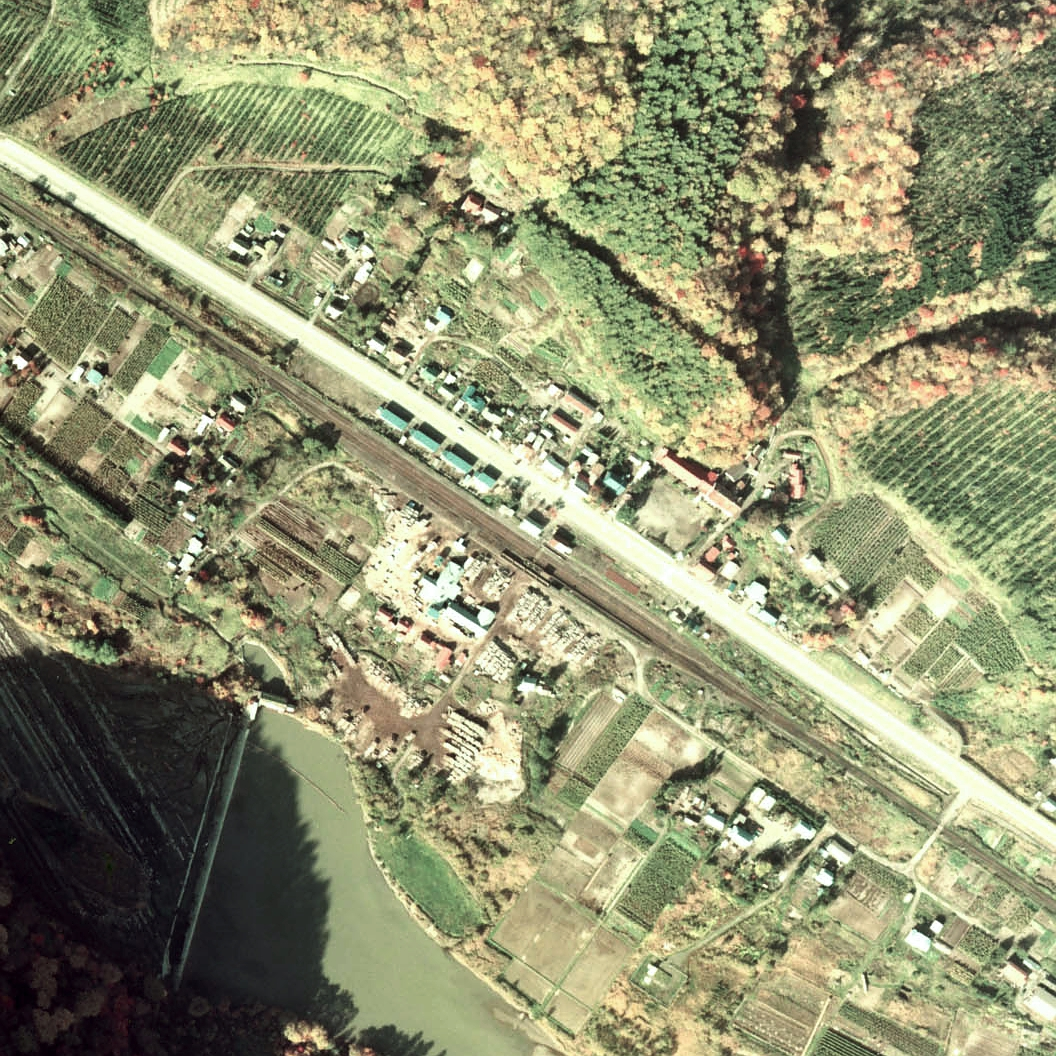
1976年の夕張線（当時）の滝ノ上駅と周囲750m範囲。右が夕張方面。左下は夕張川で、節理状の川床や紅葉の美しさで知られる。ダムは北炭滝之上水力発電所用に作られたもので、大正13年12月30日に竣工した。駅は中線を間に挟む千鳥状にずれた相対式ホーム2面2線と、駅裏にストックヤードと貨物積卸線、駅舎横の夕張側に貨物ホームと引込み線を有している。駅裏のストックヤードにはまだ沢山の木材が野積みされており、積卸線には無蓋車が停車している。

### 年表
- 1897年（明治30年）2月16日：北海道炭礦鉄道の駅として開業[1]。当初貨物のみを扱う[3]。
- 1901年（明治34年）12月1日：旅客の扱いを開始し一般駅となる[3]。
- 1906年（明治39年）10月1日：北海道炭礦鉄道の鉄道路線国有化[1]。
- 1981年（昭和56年）
  - 5月25日：貨物・荷物取扱い廃止[4]。同時に無人化[5]。
  - 10月1日：石勝線開業に伴い同線の駅となる。
    - これに合わせて列車回数増加に対応するため当駅では有効長を550 m とし、運転整理用待避線（3番線）を新設する改良工事が行われている[6]。夕張線ではもともと有効長550 m を要する石炭列車が運転されていたものの、列車回数が少なく優等列車もないため、石炭列車を優先して当駅を通過扱いとすることで対応していた。
- 1987年（昭和62年）4月1日：国鉄分割民営化に伴い、北海道旅客鉄道（JR北海道）の駅となる[1]。
- 1994年（平成6年）7月31日：石勝線・根室線高速化工事に伴い同日と8月7日の2日に渡る工事によって分岐器を弾性分岐器に交換[7][8]。
- 2023年（令和5年）6月17日：同日付の「北海道新聞」で翌年春での廃止もしくは自治体管理移管へ向けて調整が進んでいる駅のひとつとして当駅が挙げられる[9]。
- 2024年（令和6年）3月16日：利用者減少に伴い、同日実施のダイヤ改正に併せて旅客扱いを廃止[10]、滝ノ上信号場となる[11]。

### 駅名の由来
駅付近の千鳥の淵（千鳥ヶ滝）の上流にあることからこの名称となった、とされている。

## 駅構造
以下、旅客営業時代の構造について述べる。
相対式ホーム2面2線の地上駅。もともとは単式ホームと島式ホームの計2面3線の構造であったが、3番線（上下副本線）だった線路は信号設備が撤去され、横取線となっている。1番線が下り本線、2番線が上り本線である。石勝線の他の停車場と同様、分岐器はすべてスノーシェルターで覆っている。
ホームの移動は新得方に設置された跨線橋を使う。新夕張駅管理の無人駅である。

### のりば
| 番線 | 路線    | 方向 | 行先       |
| ---- | ------- | ---- | ---------- |
| 1    | ■石勝線 | 下り | 新夕張方面 |
| 2    | ■石勝線 | 上り | 千歳方面   |

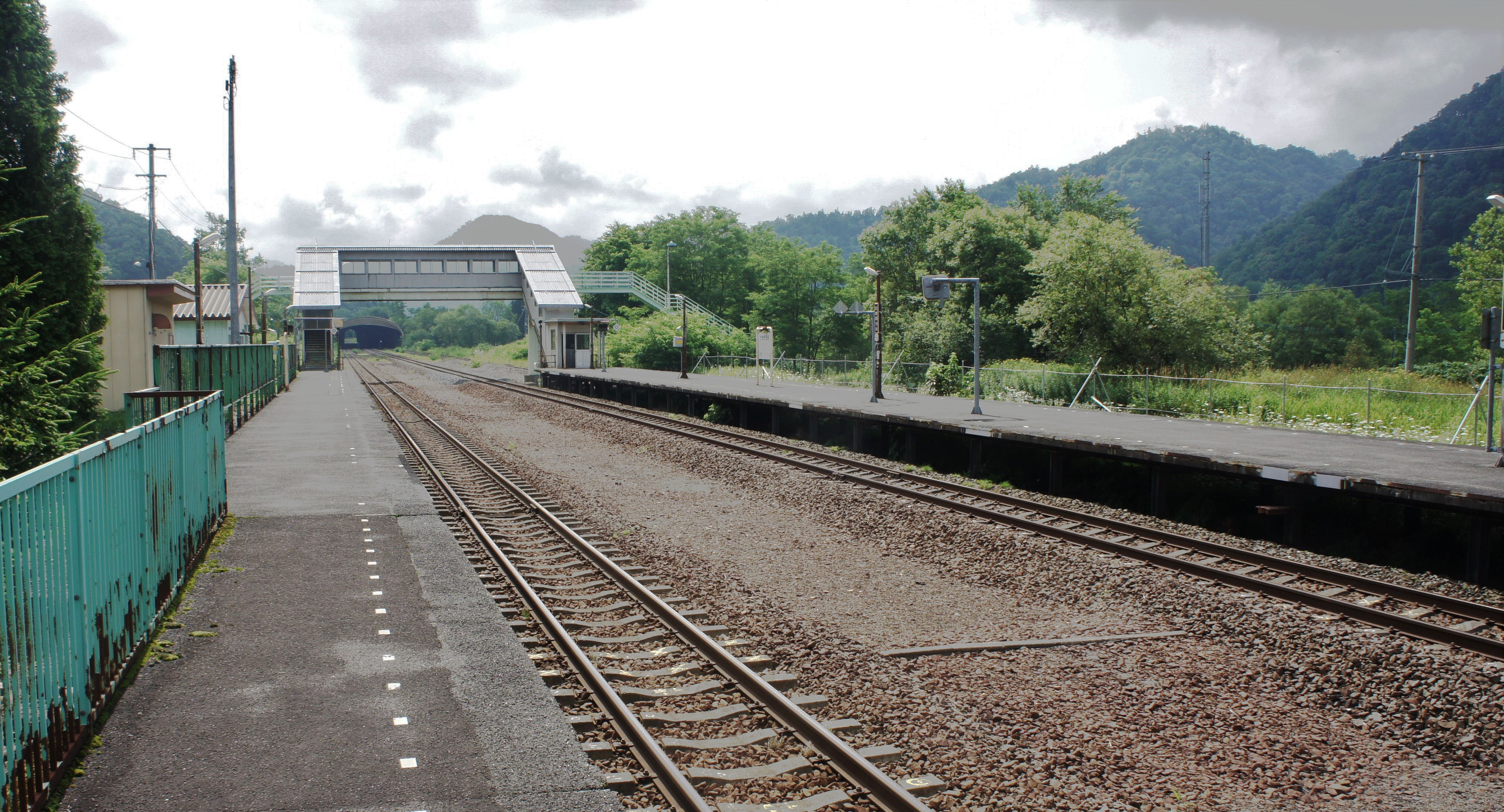
ホーム（2017年7月）
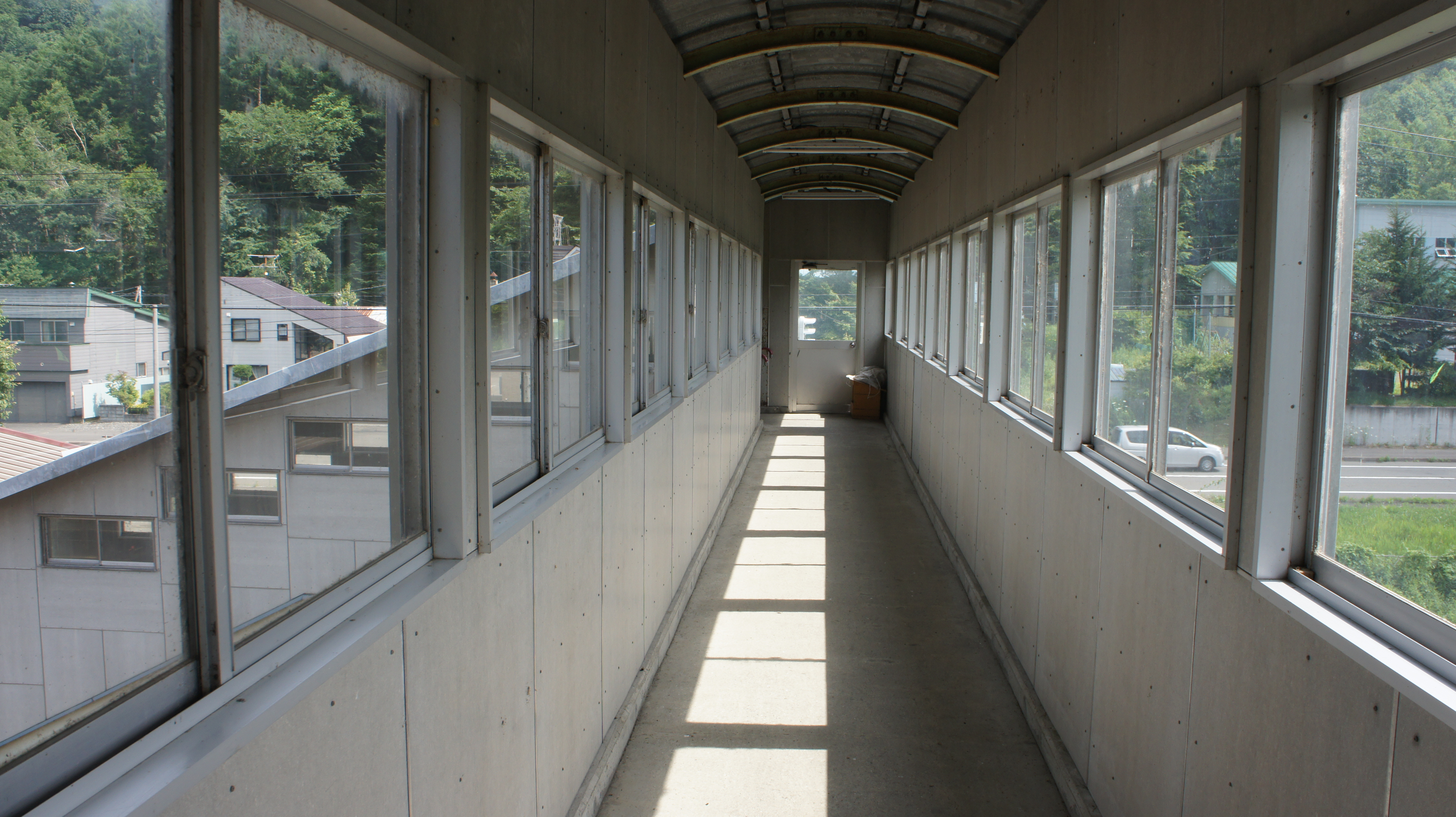
跨線橋（2017年7月）
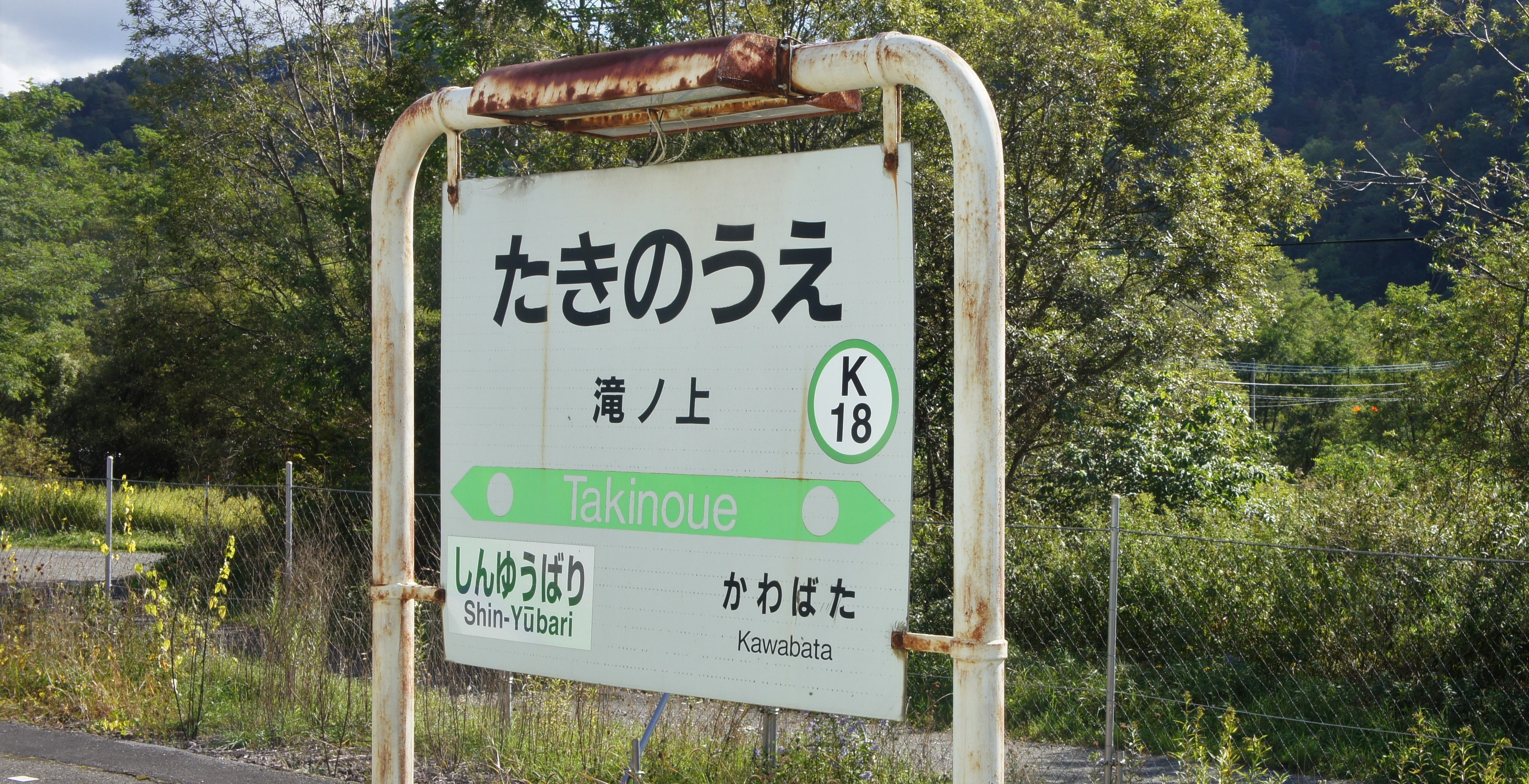
駅名標（2018年9月）

## 利用状況
旅客営業終了直前の乗車人員の推移は以下のとおり。年間の値のみ判明している年については、当該年度の日数で除した値を括弧書きで1日平均欄に示す。乗降人員のみが判明している場合は、1/2した値を括弧書きで記した。
また、「JR調査」については、当該の年度を最終年とする過去5年間の各調査日における平均である。
| 年度               | 乗車人員 | 乗車人員 | 乗車人員     | 出典       | 備考 |
| 年度               | 年間     | 1日平均  | JR調査       | 出典       | 備考 |
| ------------------ | -------- | -------- | ------------ | ---------- | --- |
| 1936年（昭和11年） | 13,162   | (36.0)   |              | [ 15 ]     | |
| 1948年（昭和23年） | 44,600   | (122.2)  |              | [ 15 ]     | |
| 1954年（昭和29年） | 58,508   | (160.3)  |              | [ 15 ]     | |
| 1965年（昭和40年） | 66,156   | (181.2)  |              | [ 16 ]     | |
| 1966年（昭和41年） | 63,789   | (174.8)  |              | [ 16 ]     | |
| 1967年（昭和42年） | 62,921   | (171.9)  |              | [ 16 ]     | |
| 1968年（昭和43年） | 58,670   | (160.7)  |              | [ 16 ]     | |
| 1969年（昭和44年） | 23,626   | (64.7)   |              | [ 16 ]     | 出典中、同年の他駅で通勤定期客の数値が欠損している駅がある。当駅も明記はないが、それに伴い少ない値になっていると思われる。 |
| 1970年（昭和45年） | 47,573   | (130.3)  |              | [ 16 ]     | |
| 1971年（昭和46年） | 44,173   | (120.6)  |              | [ 16 ]     | |
| 1972年（昭和47年） | 43,107   | (118.1)  |              | [ 16 ]     | |
| 1973年（昭和48年） | 40,820   | (111.8)  |              | [ 16 ]     | |
| 1974年（昭和49年） | 40,379   | (110.6)  |              | [ 16 ]     | |
| 1975年（昭和50年） | 38,554   | (105.3)  |              | [ 16 ]     | |
| 1979年（昭和54年） | 32,497   | (89.0)   |              | [ 17 ]     | |
| 1982年（昭和57年） | 2,200    | (6.0)    |              | [ 17 ]     | 出典に正誤表含めて明記がないが、通勤定期客の数値が欠損しているか誤記の可能性もある。出典に従う形で記載する。               |
| 1985年（昭和60年） | 16,547   | （45.3)  |              | [ 17 ]     | |
| 2015年（平成27年） |          |          | 「10名以下」 | [ JR北 1 ] | |
| 2018年（平成３年） |          |          | 「10名以下」 | [ JR北 2 ] | |
| 2019年（令和元年） |          |          | 「10名以下」 | [ JR北 3 ] | |
| 2020年（令和02年） |          |          | 「3名以下」  | [ JR北 4 ] | |
| 2021年（令和03年） |          |          | 「3名以下」  | [ JR北 5 ] | |
| 2022年（令和04年） |          |          | 「3名以下」  | [ JR北 6 ] | |

## 駅周辺
滝ノ上の集落がある。
- 国道274号
- 石狩滝ノ上簡易郵便局
- 夕張市農協銘産センター[18]
- 滝の上公園
  - 千鳥ヶ滝 - 前述のとおり、地名の由来となった。
- 北海道企業局滝の上発電所 - 北海道炭礦汽船の自家発電設備をルーツに持つ発電所。
- かつては駅前に夕鉄バス滝ノ上線「滝ノ上駅前」バス停が設置されていたが、2017年4月1日に滝ノ上線が廃止され、バス停も廃止された[19]。

## 隣の駅
北海道旅客鉄道（JR北海道）
■石勝線
川端駅 (K17) - 滝ノ下信号場 - 滝ノ上信号場 - 十三里信号場 - 新夕張駅 (K20)

### JR北海道
1. ↑  “極端にご利用の少ない駅（3月26日現在）” (PDF). 平成28年度事業運営の最重点事項.   北海道旅客鉄道. p. 6 (2016年3月28日). 2018年2月18日閲覧。
2. ↑  “駅別乗車人員” (PDF). 全線区のご利用状況（地域交通を持続的に維持するために）.   北海道旅客鉄道. 2020年1月20日時点のオリジナルよりアーカイブ。2020年1月20日閲覧。
3. ↑  “駅別乗車人員” (PDF). 地域交通を持続的に維持するために > 全線区のご利用状況.   北海道旅客鉄道 (2020年10月30日). 2020年11月2日時点のオリジナルよりアーカイブ。2020年11月7日閲覧。
4. ↑  “駅別乗車人員” (PDF). 地域交通を持続的に維持するために > 全線区のご利用状況.   北海道旅客鉄道 (2021年9月30日). 2022年1月1日時点のオリジナルよりアーカイブ。2022年1月1日閲覧。
5. ↑  “駅別乗車人員” (PDF). 地域交通を持続的に維持するために > 全線区のご利用状況.   北海道旅客鉄道 (2023年). 2023年1月14日時点のオリジナルよりアーカイブ。2023年9月26日閲覧。
6. ↑  “駅別乗車人員” (PDF). 地域交通を持続的に維持するために > 全線区のご利用状況.   北海道旅客鉄道 (2023年). 2023年9月26日時点のオリジナルよりアーカイブ。2023年9月26日閲覧。